# Szeptycki Hrabia
Szeptycki Hrabia – polski herb szlachecki, hrabiowska odmiana herbu Szeptycki.

## Opis herbu
Opis z wykorzystaniem klasycznych zasad blazonowania:
W polu czerwonym na barku podkowy srebrnej zaćwieczony krzyż kawalerski złoty, po jej lewej stronie strzała w lewo skos złota, z grotem i upierzeniem srebrnymi. Nad tarczą korona hrabiowska, nad którą hełm z klejnotem: trzy pióra strusie. Labry czerwone, z prawej podbite srebrem, z lewej złotem. Trzymacze: z prawej lew złoty o języku czerwonym, z lewej gryf srebrny o uzbrojeniu złotym i języku czerwonym. Dewiza A CRUCE SALUS.

## Najwcześniejsze wzmianki
Nadany z tytułem hrabiego Austrii (graf von) Janowi Kantemu Remigiuszowi Szeptyckiemu 6 maja 1871 roku (dyplom z 16 września 1871). Podstawą nadania tytułu było pochodzenie ze staropolskiej rodziny szlacheckiej pełniącej urzędy w Rzeczypospolitej, godność szambelana obdarowanego oraz posiadane przez niego dobra ziemskie.

## Herbowni
Jedna rodzina herbownych:
graf von und zu Szeptyce-Szeptycki.